# 국악의 성지
국악의 성지는 판소리 동편제의 발상지로, 국악선인들의 맥을 이어가는 장소로 지리산 운봉에 위치하고 있다. 국악전시체험관, 독공실, 야외공연장, 국악인 묘역, 사당 등이 있다. 인근에 판소리 중시조인 가왕 송흥록, 박초월 명창의 생가도 있다.